# Clermont-sous-Huy
Pour les articles homonymes, voir Clermont.
Clermont-sous-Huy (en wallon Clérmont) est une section de la commune belge d'Engis située en Région wallonne dans la province de Liège.
C'était une commune à part entière avant la fusion des communes de 1977.

## Étymologie
En 1062 Clermont. Du latin claro montium qui signifie « mont clair, illustre » ; « sous-Huy » (en aval de Huy) permet de la distinguer des autres Clermont.

## Démographie
- Sources:INS, Rem:1831 jusqu'en 1970=recensements, 1976= nombre d'habitants au 31 décembre

## Histoire

### Fouilles archéologiques
Des fouilles ont permis la découverte des traces d’une villa gallo-romaine du Ier siècle au fond d’Avry (sur le plateau), d’un habitat romain et d’un four à chaux qui a fonctionné au IIIe siècle dans la vallée. La villa de 100 m de long possédait une galerie est des bains.
Le château des comtes de Clermont était bâti à Engihoul, sur l’éperon rocheux qui forme le nord de l’ancienne commune de Éhein. Divers textes le mentionne et signalent qu’il fut assiégé en 1095 par le prince-évêque Otbert parce qu’il constituait une menace pour le contrôle de la Meuse. Devenu propriété des princes-évêques, il est attaqué par les Hutois en 1300. Plus tard, il constitue une résidence de repos pour Adolphe de La Marck qui va d’ailleurs y décéder. Les milices liégeoise et hutoise, qui étaient sorties victorieuses de la bataille de Vottem en juillet 1346, dirigée par de Baré de Voroux, consul de Liège, l’attaquent en septembre suivant, l’incendient et le rasent. Le château n’a plus jamais été reconstruit. Des ruines étaient encore visibles en 1835. Les Chercheurs de la Wallonie les ont retrouvées et fouillées en 1975.

### Comtes de Clermont
Le premier comte de Clermont est Lambert, comte de Clermont et de Montaigu. Le second, Gislebert de Duras, comte de Clermont, est compagnon de Godefroy de Bouillon lors de la croisade de 1096 ; avant son départ, il a offert une partie de sa fortune à l’abbaye de Cluny qui construit l’église Saints-Pierre-et-Paul de Saint-Séverin-en-Condroz.
Un successeur, Gilles de Clermont fonde l’abbaye du Val-Saint-Lambert par donation aux religieuses de Signy.
La famille s’éteint au XIIe siècle.

## Économie
Les Poudreries belges de Clermont, devenues ensuite les Poudreries réunies de Belgique puis PB Clermont, y ont été fondées en 1850

## Personnalités liées
- Hilarion-Noël de Villenfagne d’Ingihoul